# Симертон (Илиноис)
Симертон (енгл. Symerton) град је у америчкој савезној држави Илиноис.

## Демографија
По попису из 2010. године број становника је 87, што је 19 (-17,9%) становника мање него 2000. године.
| Група             | 2000.       | 2010.      |
| Белци             | 105 (99,1%) | 86 (98,9%) |
| Афроамериканци    | 1 (0,9%)    | 0 (0,0%)   |
| Азијати           | 0 (0,0%)    | 0 (0,0%)   |
| Хиспаноамериканци | 0 (0,0%)    | 1 (1,1%)   |
| Укупно            | 106         | 87         |